# ملفين إي. بيدل
ملفين إي. بيدل (بالإنجليزية: Melvin E. Biddle)‏ هو عسكري أمريكي، ولد في 28 نوفمبر 1923 في ديلفيل في الولايات المتحدة، وتوفي في 16 ديسمبر 2010 في مدينة اندرسون في الولايات المتحدة بسبب قصور القلب.